# LOT Polish Airlines
LOT Polish Airlines (LOT Polskie Linie Lotnicze) är Polens största flygbolag grundat 29 december 1928 och därmed ett av världens äldsta. LOT Polish Airlines är medlem i Star Alliance (tidigare medlem i det numera nedlagda 'Qualiflyer' till vilket bland annat Swissair hörde). 
Flygbolaget flyger på 58 destinationer till 31 länder och har en flotta på 54 flygplan. Huvudflygplatserna är Warszawa (IATA: WAW, ICAO: EPWA) och Kraków (IATA: KRK, ICAO: EPKK).

## Flotta
| Flygplan                | i drift | beställningar | optioner |
| ----------------------- | ------- | ------------- | -------- |
| Airbus A220-100         | 0       | 20            | 20       |
| Airbus A220-300         | 0       | 20            | 24       |
| Boeing 737-800          | 6       |               |          |
| Boeing 737-8Max         | 18      | 13            |          |
| Boeing 787-8 DreamLiner | 8       | 2             |          |
| Boeing 787-9 DreamLiner | 7       |               |          |
| Embraer 170             | 5       |               |          |
| Embraer 175             | 15      |               |          |
| Embraer 195             | 16      |               |          |
| Embrayer 195-E2         | 3       |               |          |
| TOTAL                   | 87      | 55            |          |

### Historisk flotta
Tidigare flygplanstyper LOT använt sig av är bland annat: 
- AN-24
- Convair 240
- Douglas DC-3/C-47
- Iljushin IL-12
- Iljushin IL-14
- Iljushin IL-18
- Iljushin IL-62
- Lisunov Li-2
- Tupolev Tu-134
- Tupolev Tu-154
- Vickers Viscount
- Jak-40

## Code share-samarbeten med andra flybolag
Lot Polish Airlines har code share-avtal med följande flygbolag:
- SVN Adria Airways
- RUS Aeroflot (SkyTeam)
- UKR Aerosvit
- CAN Air Canada
- JPN All Nippon Airways
- KOR Asiana*
- AUT Austrian Airlines
- BLR Belavia
- FIN Blue1
- GBR BMI
- BEL Brussels Airlines
- BGR Bulgaria Air
- EGY EgyptAir
- SRB Air Serbia
- DEU Lufthansa
- LUX Luxair
- RUS Rossiya Airlines
- DEN NOR SWE Scandinavian Airlines
- SGP Singapore Airlines
- ZAF South African Airways
- CHE Swiss International Air Lines
- PRT TAP Portugal
- ROU TAROM (SkyTeam)
- TUR Turkish Airlines
- USA United Airlines